# 麥卡斯基爾 (阿肯色州)
麥卡斯基爾（英語：McCaskill）是一個位於美國阿肯色州亨普斯特德縣的市鎮。

## 地理
麥卡斯基爾的座標為33°55′03″N 93°38′33″W / 33.91750°N 93.64250°W，而該地的平均海拔高度為136米（即446英尺）。

## 人口
根據2020年美國人口普查的數據，麥卡斯基爾的面積為1.92平方千米，當中陸地面積為1.91平方千米，而水域面積為0.01平方千米。當地共有人口57人，而人口密度為每平方千米29人。